# Spelaeornis reptatus
Spelaeornis reptatus е вид птица от семейство Timaliidae.

## Разпространение
Видът е разпространен в Индия, Китай, Мианмар и Тайланд.